# SM UC-20
SM UC-20 – niemiecki podwodny stawiacz min z okresu I wojny światowej, jedna z 64 zbudowanych jednostek typu UC II. Zwodowany 1 kwietnia 1916 roku w stoczni Blohm & Voss w Hamburgu, został przyjęty do służby w Kaiserliche Marine 8 września 1916 roku. Przebazowany na Morze Śródziemne został nominalnie wcielony w skład Kaiserliche und Königliche Kriegsmarine pod nazwą U-60, pływając w składzie Flotylli Pola (a później I Flotylli Morza Śródziemnego). W czasie służby operacyjnej okręt odbył 13 patroli i misji bojowych, w wyniku których zatonęło 21 statków o łącznej pojemności 20 927 BRT, a trzy statki o łącznej pojemności 11 554 BRT zostały uszkodzone. SM UC-20 został poddany Brytyjczykom 16 stycznia 1919 roku w wyniku podpisania rozejmu w Compiègne, a następnie złomowany w latach 1919–1920.

## Projekt i budowa
Dokonania pierwszych niemieckich podwodnych stawiaczy min typu UC I, a także zauważone niedostatki tej konstrukcji skłoniły dowództwo Cesarskiej Marynarki Wojennej z admirałem von Tirpitzem na czele do działań mających na celu budowę nowego, znacznie większego i doskonalszego typu okrętu podwodnego. Opracowany latem 1915 roku projekt okrętu, oznaczonego później jako typ UC II, tworzony był równolegle z projektem przybrzeżnego torpedowego okrętu podwodnego typu UB II. Głównymi zmianami w stosunku do poprzedniej serii były: instalacja wyrzutni torpedowych i działa pokładowego, zwiększenie mocy i niezawodności siłowni oraz wzrost prędkości i zasięgu jednostki – kosztem rezygnacji z możliwości łatwego transportu kolejowego (ze względu na powiększone rozmiary).
SM UC-20 zamówiony został 29 sierpnia 1915 roku jako piąta jednostka z I serii okrętów typu UC II (numer projektu 41, nadany przez Inspektorat U-Bootów), w ramach wojennego programu rozbudowy floty . Został zbudowany w stoczni Blohm & Voss w Hamburgu jako jeden z 24 okrętów tego typu zamówionych w tej wytwórni. Stocznia oszacowała czas budowy okrętu na 8 miesięcy. UC-20 otrzymał numer stoczniowy 270 (Werk 270) . Stępkę okrętu położono w 1915 roku , a zwodowany został 1 kwietnia 1916 roku. Koszt budowy okrętu wyniósł 1 mln 729 tys. marek.

## Dane taktyczno-techniczne
SM UC-20 był średniej wielkości przybrzeżnym okrętem podwodnym o konstrukcji dwukadłubowej. Długość całkowita wynosiła 49,35 metra, szerokość 5,22 metra i zanurzenie 3,68 metra . Wykonany ze stali kadłub sztywny miał 39,3 metra długości i 3,65 metra szerokości, a wysokość (od stępki do szczytu kiosku) wynosiła 7,46 metra . Wyporność w położeniu nawodnym wynosiła 417 ton, a w zanurzeniu 493 tony. Jednostka miała wysoki, ostry dziób przystosowany do przecinania sieci przeciwpodwodnych; do jej wnętrza prowadziły trzy luki: pierwszy przed kioskiem, drugi w kiosku, a ostatni w części rufowej, prowadzący do maszynowni . Cylindryczny kiosk miał średnicę 1,4 metra i wysokość 1,8 metra, obudowany był opływową osłoną .
Okręt napędzany był na powierzchni przez dwa 6-cylindrowe, czterosuwowe silniki wysokoprężne MAN S6V23/34 o łącznej mocy 368 kW (500 KM), a pod wodą poruszał się dzięki dwóm silnikom elektrycznym BBC o łącznej mocy 340 kW (460 KM). Dwa wały napędowe obracały dwie śruby wykonane z brązu manganowego (o średnicy 1,9 metra i skoku 0,9 metra) . Okręt osiągał prędkość 11,6 węzła na powierzchni i 7 węzłów w zanurzeniu. Zasięg wynosił 9430 Mm przy prędkości 7 węzłów w położeniu nawodnym oraz 55 Mm przy prędkości 4 węzłów pod wodą. Zbiorniki mieściły 56 ton paliwa , a energia elektryczna magazynowana była w dwóch bateriach akumulatorów 26 MAS po 62 ogniwa, zlokalizowanych pod przednim i tylnym przedziałem mieszkalnym załogi. Okręt miał siedem zewnętrznych zbiorników balastowych . Dopuszczalna głębokość zanurzenia wynosiła 50 metrów , a czas wykonania manewru zanurzenia 40 sekund.
W przeciwieństwie do pozostałych okrętów typu UC II, których uzbrojeniem było 18 min kotwicznych typu UC/200 w sześciu skośnych szybach minowych o średnicy 100 cm, usytuowanych w podwyższonej części dziobowej jeden za drugim w osi symetrii okrętu, UC-20 w ich miejscu miał przedział transportowy, mieszczący maksymalnie 18 ton ładunku. Uzbrojenie stanowiły dwie zewnętrzne wyrzutnie torped kalibru 500 mm (umiejscowione powyżej linii wodnej na dziobie, po obu stronach szybów minowych), jedna wewnętrzna wyrzutnia torped kalibru 500 mm na rufie (z łącznym zapasem 7 torped) oraz umieszczone przed kioskiem działo pokładowe kal. 88 mm L/30, z zapasem amunicji wynoszącym 130 naboi . Okręt wyposażony był w dwa peryskopy Zeissa: wachtowy i bojowy oraz radiostację z podnoszonym masztem o wysokości 10 metrów. Wyposażenie uzupełniała kotwica grzybkowa o masie 272 kg .
Załoga okrętu składała się z 3 oficerów oraz 23 podoficerów i marynarzy.

## Służba

### 1916 rok
8 września 1916 roku SM UC-20 został przyjęty do służby w Cesarskiej Marynarce Wojennej. Dowódcą jednostki mianowany został por. mar. (niem. Oberleutnant zur See) Franz Becker . Po okresie szkolenia, 18 października okręt został skierowany na Morze Śródziemne, otrzymując dodatkowo tajne zadanie dostarczenia do Maroka siedmiu pasażerów (niemieckiego konsula, trzech niemieckich oficerów i jednego podoficera, jednego tureckiego oficera i jednego Araba), których zadaniem było wywołanie antyfrancuskiego powstania plemion arabskich. Prócz pasażerów okręt transportował też broń, amunicję, walutę w złocie i prezenty dla marokańskich szejków. Płynąc wokół Wysp Brytyjskich okręt zatopił dwa neutralne statki: 19 października zbudowany w 1880 roku duński drewniany szkuner „Frits Emil” o pojemności 194 BRT, przewożący stemple z Kristiansandu do West Hartlepool (zatrzymany i po zejściu załogi zatopiony w odległości 130 Mm od Lindesnes)  oraz pochodzący z 1869 roku portugalski bark „Emilia” (1159 BRT), który wypłynął z Porto (17 listopada, w pobliżu Las Palmas de Gran Canaria) . Po przybyciu do zachodnich wybrzeży Maroka (na wysokości Wysp Kanaryjskich) zła pogoda uniemożliwiła pełne wykonanie misji – wyokrętowano jedynie czterech pasażerów z niewielką ilością ładunku. Po przebyciu Cieśniny Gibraltarskiej UC-20 dotarł 11 grudnia do Cattaro, gdzie włączono go w skład Flotylli Pola (niem. U-Flottille Pola) . Okręt nominalnie wcielono do K.u.K. Kriegsmarine pod nazwą U-60, jednak załoga pozostała niemiecka.

### 1917 rok
Z dniem 1 lutego, rozkazem szefa sztabu admiralicji niemieckiej z 12 stycznia tego roku, U-Booty należące do czterech flotylli Hochseeflotte, Flotylli Flandria i Flotylli Pola rozpoczęły nieograniczoną wojnę podwodną.
W dniach od 29 marca do 27 kwietnia 1917 roku okręt przeprowadził misję zaopatrzeniową dla wojsk tureckich walczących pod Trypolisem. 10 kwietnia nieopodal Trypolisu UC-20 zatopił tunezyjski żaglowiec „Abd Razik” (25 BRT) . Nazajutrz w pobliżu Zuwary ten sam los spotkał zbudowany w 1862 roku włoski parowiec „Candia” o pojemności 1045 BRT, stojący na kotwicy . 14 i 15 kwietnia u wybrzeży Tunezji U-Boot zatopił trzy małe włoskie jednostki: żaglowce „Cinque Ottobre” (39 BRT) i „Alessio Cocco” (29 BRT) oraz holownik „Progresso” (31 BRT) . 26 kwietnia dowodzący okrętem Franz Becker otrzymał awans na stopień kpt. mar. (niem. Kapitänleutnant) .
9 maja 1917 roku nowym dowódcą UC-20 został por. mar. Hans Adalbert von der Lühe . 18 maja w odległości 130 Mm na południowy wschód od Malty okręt storpedował bez ostrzeżenia zbudowany w 1900 roku brytyjski parowiec „Millicent Knight” o pojemności 3563 BRT, przewożący ładunek węgla i towary rządowe z Cardiff do Port Saidu. Statek zatonął na pozycji 35°37′N 17°13′E/35,616667 17,216667, a na jego pokładzie zginął jeden marynarz  . 25 maja u wybrzeży Sycylii ofiarą wojennej działalności U-Boota padły trzy włoskie żaglowce: „Argentina” (97 BRT), „Ida” (46 BRT) i „Unione Salvatore” (57 BRT) . Następnego dnia na tych samych wodach identyczny los spotkał jeden włoski i cztery francuskie niewielkie żaglowce: „San Francesco” (47 BRT), „Abd Es Salem” (25 BRT), „Dandolo” (50 BRT), „Manoubia” (50 BRT) i „Messaouda” (50 BRT) . 27 maja w odległości 35 Mm na północny wschód od Linosy okręt storpedował bez ostrzeżenia i zatopił zbudowany w 1900 roku uzbrojony brytyjski parowiec „Boldwell” o pojemności 3118 BRT, transportujący węgiel z Tyne do Aleksandrii (na pozycji 36°12′N 13°24′E/36,200000 13,400000, śmierć poniosły trzy osoby)  .
26 sierpnia na pozycji 36°56′N 0°15′E/36,933333 0,250000 UC-20 zatopił zbudowany w 1881 roku włoski parowiec „Maurizio P.” o pojemności 558 BRT (obyło się bez strat w ludziach) .
17 grudnia 1917 roku komendę nad okrętem objął por. mar. Otto Kümpel .

### 1918 rok
Na początku 1918 roku niemieckie siły podwodne na Morzu Śródziemnym przeszły reorganizację, w wyniku której Flotylla Pola została podzielona na dwie części: I Flotylla w Poli (I. U-Flottille Mittelmeer) i II Flotylla w Cattaro (II. U-Flottille Mittelmeer), a UC-20 znalazł się w składzie tej pierwszej . Okręt nadal służył jako podwodny transportowiec sprzętu wojskowego i żołnierzy na front w Trypolitanii.
4 stycznia nieopodal Trypolisu U-Boot zatopił zbudowany w 1907 roku włoski parowiec pasażerski „Regina Elena” (7940 BRT), płynący z Massawy do Trypolisu .
1 kwietnia nastąpiła kolejna zmiana na stanowisku dowódcy okrętu: został nim por. mar. Heinrich Kukat . 13 kwietnia w pobliżu Crotone UC-20 uszkodził w ataku torpedowym zbudowany w 1916 roku włoski zbiornikowiec „Giove” o pojemności 5037 BRT . 28 kwietnia w odległości 37 Mm na wschód od Dżuzur Karkana okręt zatopił zbudowany w 1902 roku francuski parowiec „Verdun” (2769 BRT), płynący z Bizerty do Safakis (na pozycji 34°49′N 11°52′E/34,816667 11,866667) . 4 maja nieopodal Teulady U-Boot storpedował zbudowany w 1912 roku włoski parowiec pasażerski „Mergellina” o pojemności 354 BRT, który doznał uszkodzeń . 12 czerwca na zachód od Malty UC-20 zatopił tunezyjski żaglowiec „Poincare” (35 BRT) .
4 czerwca na pozycji 33°10′N 15°58′E/33,166667 15,966667 w wyniku ataku okrętu podwodnego uszkodzeń doznał również zbudowany w 1900 roku brytyjski zbiornikowiec „Strombus” o pojemności 6163 BRT, przewożący ładunek bukszpanu, puste beczki i materiały wojenne na trasie Marsylia – Port Said (na pokładzie zginęły dwie osoby) .
19 czerwca ostatnim dowódcą okrętu został por. mar. Hermann Rohne . Nie czekając na rozpad Austro-Węgier, UC-20 (podobnie jak inne działające na Morzu Śródziemnym niemieckie okręty podwodne) podjął udaną próbę powrotu do Niemiec (opuścił Pulę między 28 października a 1 listopada). Po dopłynięciu do ojczyzny, w myśl postanowień rozejmu w Compiègne został wraz z innymi ocalałymi niemieckimi okrętami podwodnymi 16 stycznia 1919 roku poddany Brytyjczykom . Złomowano go w Preston w latach 1919-1920.

## Podsumowanie działalności bojowej
SM UC-20 wykonał łącznie 13 misji wojennych, podczas których zatopił 21 statków o łącznej pojemności 20 927 BRT, a trzy statki o łącznej pojemności 11 554 BRT doznały uszkodzeń . Na pokładach zatopionych i uszkodzonych jednostek zginęło co najmniej sześć osób . Pełne zestawienie strat przedstawia poniższa tabela :
| Data                 | Nazwa              | Państwo         | Tonaż       | Los jednostki |
| -------------------- | ------------------ | --------------- | ----------- | ------------- |
| 19 października 1916 | „Frits Emil”       | Dania           | 194         | zatopiony     |
| 17 listopada 1916    | „Emilia”           | Portugalia      | 1159        | zatopiony     |
| 10 kwietnia 1917     | „Abd Razik”        | Tunezja         | 25          | zatopiony     |
| 11 kwietnia 1917     | „Candia”           | Włochy          | 1045        | zatopiony     |
| 14 kwietnia 1917     | „Cinque Ottobre”   | Włochy          | 39          | zatopiony     |
| 14 kwietnia 1917     | „Progresso”        | Włochy          | 31          | zatopiony     |
| 15 kwietnia 1917     | „Alessio Cocco”    | Włochy          | 29          | zatopiony     |
| 18 maja 1917         | „Millicent Knight” | Wielka Brytania | 3563        | zatopiony     |
| 25 maja 1917         | „Argentina”        | Włochy          | 97          | zatopiony     |
| 25 maja 1917         | „Ida”              | Włochy          | 46          | zatopiony     |
| 25 maja 1917         | „Unione Salvatore” | Włochy          | 57          | zatopiony     |
| 26 maja 1917         | „Abd es Salem”     | Francja         | 25          | zatopiony     |
| 26 maja 1917         | „Dandolo”          | Francja         | 50          | zatopiony     |
| 26 maja 1917         | „Manoubia”         | Francja         | 50          | zatopiony     |
| 26 maja 1917         | „Messaouda”        | Francja         | 50          | zatopiony     |
| 26 maja 1917         | „San Francesco”    | Włochy          | 47          | zatopiony     |
| 27 maja 1917         | „Boldwell”         | Wielka Brytania | 3118        | zatopiony     |
| 26 sierpnia 1917     | „Maurizio P.”      | Włochy          | 558         | zatopiony     |
| 4 stycznia 1918      | „Regina Elena”     | Włochy          | 7940        | zatopiony     |
| 13 kwietnia 1918     | „Giove”            | Włochy          | 5037        | uszkodzony    |
| 28 kwietnia 1918     | „Verdun”           | Francja         | 2769        | zatopiony     |
| 4 maja 1918          | „Mergellina”       | Włochy          | 354         | uszkodzony    |
| 4 czerwca 1918       | „Strombus”         | Wielka Brytania | 6163        | uszkodzony    |
| 12 czerwca 1918      | „Poincare”         | Tunezja         | 35          | zatopiony     |
| RAZEM                | RAZEM              | zatopione:      | zatopione:  | 21            |
| RAZEM                | RAZEM              | uszkodzone:     | uszkodzone: | 4             |